# Andrew Cunningham
Andrew Browne Cunningham, 1st Viscount Cunningham of Hyndhope (Rathmines bij Dublin, 7 januari 1883 – Londen, 12 juni 1963) was een Britse admiraal tijdens de Tweede Wereldoorlog. Van 1939-1942 en in 1943 was hij opperbevelhebber van de Mediterranean Fleet, en tussen 1943 en 1946 was hij First Sea Lord en Chief of the Naval Staff. Cunningham was een oudere broer van generaal Alan Cunningham.

## Kinderjaren
Cunningham werd geboren als derde kind van Daniel Cunningham en Elizabeth Cumming Browne, beiden van Schotse afkomst. Zijn vader was hoogleraar anatomie aan het Trinity College in Dublin. Cunningham studeerde aan de Edinburgh Academy. Hij werd daarna naar de Britannia Royal Naval College, Dartmouth gezonden.

## Eerste marinejaren
Samen met 64 andere mannen ging Cunningham in 1897 bij de Royal Navy als cadet aan boord van het trainingsschip HMS Britannia. Een van zijn klasgenoten was de latere Admiral of the Fleet James Somerville. Cunningham stond bekend vanwege zijn gebrek aan enthousiasme voor veldsporten, hoewel hij aan golf deed en het grootste gedeelte van zijn tijd met boten bezig was.
In april 1898 slaagde hij voor wiskunde en zeemanschap.
Zijn eerste dienst was in 1899 als adelborst op de HMS Doris, en hij diende op de Cape Station toen de Tweede Boerenoorlog begon. In 1900 vertrok hij naar de Naval Brigade en nam als lid van de Naval Brigade deel aan acties bij Pretoria en Diamond Hill. In december 1901 keerde hij terug naar zee als adelborst aan boord van de HMS Hannibal en in november 1902 werd hij toegevoegd aan de kruiser HMS Diadem. Aan het begin van 1902 volgde Cunningham de cursus voor onderluitenant in Portsmouth en aan het Old Royal Naval College in Greenwich en diende zes maanden als onderluitenant op het slagschip HMS Implacable in de Middellandse Zee. In september 1903 werd hij overgeplaatst naar de HMS Locust en in 1904 werd hij bevorderd tot luitenant, waarna hij op diverse schepen diende. In 1908 kreeg hij zijn eerste commando, de HM Torpedo Boat No. 14.

## Eerste Wereldoorlog
Cunningham ontving tijdens de Eerste Wereldoorlog diverse onderscheidingen, waaronder de Orde van Voorname Dienst (DSO) met twee gespen. In 1911 werd hem het commando gegeven over de torpedojager HMS Scorpion, waarover hij ook tijdens de oorlog het commando zou voeren. In 1914 was de Scorpion betrokken bij de achtervolging van SMS Goeben en SMS Breslau. Het doel van de operatie was de Duitse slagkruiser SMS Goeben en de lichte kruiser SMS Breslau te vinden en te vernietigen maar de Duitse oorlogsschepen ontweken de Britse vloot en via de Dardanellen wisten ze Constantinopel te bereiken. Daarmee kwam het Ottomaanse Rijk in november 1914 in de oorlog aan de zijde van de Centralen.
Cunningham bleef in de Middellandse Zee en in 1915 raakt de Scorpion betrokken bij de aanval op de Dardanellen. Wegens zijn verdiensten werd Cunningham bevorderd tot Commander en onderscheiden met de Orde van Voorname Dienst (DSO). Cunningham bracht het grootse deel van 1916 door met routinepatrouilles. Aan het einde van 1916 ging hij konvooien beschermen. In april 1918 werd hij door viceadmiraal Roger Keyes overgeplaatst naar de HMS Termagent, onderdeel van Keyes’ Dover Patrol. Voor zijn verdiensten voor de Dover Patrol kreeg Cunningham een gesp aan zijn DSO.

## Interbellum
In 1919 voerde Cunningham tijdens een missie in de Oostzee het bevel over de S-klasse torpedojager HMS Seafire. Voor zijn acties in de Oostzee kreeg Cunningham een tweede gesp aan zijn DSO en in 1920 werd hij bevorderd tot kapitein. Na zijn terugkeer van de Oostzee werd hij in 1922 benoemd tot kapitein van de Britse 6th Destroyer Flotilla. De volgende posten waren: de British 1st Destroyer Flottila en de destroyerbasis, op de HMS Lochinvar bij Port Edgar in de Firth of Forth. Van 1926 tot 1928 was hij Flag Captain en Chief Staff Officer van het North America and West Indies Squadron onder viceadmiraal Walter Cowan. Eind jaren twintig nam Cunningham deel aan cursussen aan de Army's Senior Officers' School bij Sheerness en de Imperial Defence College. Na een jaar op het College werd Cunningham het bevel gegeven op het slagschip HMS Rodney. Achttien maanden later werd hij benoemd tot Commodore op de HMS Pembroke.
In september 1932 werd Cunningham bevorderd tot flag rank en adjudant bij koning George V. Hij werd in december 1933 benoemd tot Rear Admiral in de Middellandse Zee en in 1934 onderscheiden me de benoeming tot Lid in de Orde van het Bad. Tijdens zijn tijd op de lichte kruiser HMS Coventry oefende hij vloothandelingen die later tijdens de Tweede Wereldoorlog van pas kwamen. Er waren ook vlootoefeningen in de Atlantische Oceaan waar hij vaardigheden in nachtacties leerde.
In juli 1936 promoveerde Cunningham tot viceadmiraal. Een jaar later werd hij wegens de ziekte van Geoffrey Blake benoemd tot commandant van de British Battlecruiser Squadron en tot plaatsvervangend commandant van de Mediterranean Fleet. Hij werd in september 1938 benoemd bij de Admiraliteit van Engeland als plaatsvervangend Chief of the Naval Staff, maar nam niet eerder dan in december 1939 de post op.

## Tweede Wereldoorlog
Op 6 juni 1939 werd Cunningham benoemd tot opperbevelhebber van de Mediterranean Fleet. Zijn voornaamste zorg was voor de veiligheid te zorgen van de konvooien die op weg waren naar Egypte en Malta. Deze konvooien waren zeer belangrijk om de Britse marinebasis Malta te behouden en volgens Cunningham was Malta een strategisch punt. Cunningham geloofde dat de voornaamste dreiging voor de Britse vloot in de Middellandse Zee de Italiaanse vloot zou zijn.

### Franse overgave (juni 1940)
In zijn rol van opperbevelhebber in de Middellandse Zee moest Cunningham in juni 1940, na de Franse overgave, onderhandelen met de Franse admiraal René-Émile Godfroy om een Frans eskader in de haven van Alexandrië te demilitariseren en te interneren. Churchill had aan Cunningham bevolen te voorkomen dat de Franse oorlogsschepen de haven zouden verlaten en te zorgen dat de Franse oorlogsschepen niet in vijandelijke handen vielen. Cunningham begon de onderhandelingen met Godfroy voor de overdracht van de Franse vloot. In de haven van Alexandrië bevonden zich destijds de volgende Franse oorlogsschepen: het slagschip Lorraine, vier kruisers, drie torpedojagers en een onderzeeër. De Admiralty eiste dat de onderhandelingen op 3 juli 1940 voltooid zouden zijn. Net voordat er een overeenkomst leek te komen hoorde Godfroy van de Britse aanval op Mers-el-Kébir en Cunningham vreesde voor een tijd een strijd tussen de Franse en Britse oorlogsschepen in de haven van Alexandrië. De termijn werd overschreden, maar de onderhandelingen werden succesvol beëindigd nadat Cunningham ze op een meer persoonlijk niveau had gevoerd en het aantal Britse schepen had teruggebracht naar het aantal van de Franse schepen. De onderhandelingen van Cunningham slaagden en de Fransen leegden hun brandstoftanks en verwijderden de vuurmechanismen van hun kanonnen. In ruil daarvoor beloofde Cunningham de scheepsbemanningen te repatriëren.

### Slag van Tarente (november 1940)
Hoewel de Franse vloot nu was geneutraliseerd, was Cunningham nog steeds bang voor de dreiging van de Italiaanse vloot voor Britse Noord-Afrikaanse operaties. Ondanks dat de Royal Navy een aantal slagen in de Middellandse Zee had gewonnen, was er een aanzienlijke verstoring in het machtsevenwicht, de Italianen hadden voornamelijk hun schepen in de haven gelaten. Dit maakte de dreiging van een aanval op de Britse vloot een serieus probleem. In die tijd bevonden zich in de haven van Tarente zes slagschepen, zeven zware kruisers, twee lichte kruisers en acht torpedojagers. De Admiraliteit hield rekening met een potentiële aanval en bereidde dus Operatie Judgement voor, een verrassingsaanval op de haven van Tarente. Om de aanval voor te bereiden zond de Admiraliteit het nieuwe vliegkampschip HMS Illustrious onder bevel van Lumley Lyster om zich bij de HMS Eagle in de vloot van Cunningham te voegen.
De aanval startte op 11 november 1940 om 21:00 uur toen de eerste van de twee golven van Fairey Swordfish bommenwerpers van de Illustrious opstegen en een uur later steeg de tweede golf op. De aanval was een groot succes: de Italiaanse vloot verloor in een nacht de helft van zijn kracht.

### Slag van Matapan(maart 1941)
Aan het einde van maart 1941 wilde Hitler dat de bevoorrading van de Britse troepen in Griekenland gestopt moest worden en dat de Italiaanse marine de enige eenheid was die het kon doen. Onder druk van Duitsland plande de Italiaanse vloot een aanval op 28 maart 1941 op de Britse vloot.
De Italiaanse commandant admiraal Angelo Iachino wilde een verrassingsaanval uitvoeren op het British Cruiser Squadron in het gebied (onder bevel van viceadmiraal Henry Pridham-Wippell) en voerde een tangbeweging uit met het slagschip Vittorio Veneto. Cunningham was op de hoogte van de Italiaanse marineactiviteit doordat de Britten de Italiaanse berichten hadden onderschept. Hoewel de Italiaanse intenties onduidelijk waren, geloofde de staf van Cunningham dat een aanval op de Britse transportenkonvooien waarschijnlijk was en er werd bevolen het vijandelijke plan te verhinderen en als het mogelijk was de Italiaanse vloot te onderscheppen. Cunningham wilde echter zijn eigen activiteiten verbergen en deed alsof hij ging golfen en belegde een fictieve avondvergadering om vijandelijke spionnen te misleiden. Na zonsondergang ging hij aan boord van de HMS Warspite en verliet hij Alexandrië.
Cunningham besefte dat een luchtaanval de Italianen kon verzwakken en beval een aanval door de torpedobommenwerpers Fairey Albacore van de HMS Formidable. Een inslag op de Vittorio Veneto zorgde ervoor dat ze tijdelijk langzamer werd en Iachino realiseerde zich dat zijn vloot zonder luchtsteun kwetsbaar was en beval terug te trekken. Cunningham beval om de Italiaanse vloot te achtervolgen.
Een luchtaanval vanaf de Formidable had de kruiser Pola buiten werking gesteld en Iachino die onwetend was van de aankomende aanvalsvloot van Cunningham, beval een eskader van kruisers en torpedojagers de Pola te beschermen. Ondertussen voegde Cunningham zich aan bij Pridham-Wippell. Gedurende de gehele dag vonden diverse achtervolgingen plaats maar zonder een duidelijke winnaar. Geen van de Italiaanse schepen was uitgerust voor nachtgevechten en toen de avond viel, keerden ze terug naar Tarente. De Britse oorlogsvloot was uitgerust met radar en traceerde rond 22:00 uur de Italiaanse vloot. Op een bepaald moment openden de slagschepen HMS Barham, HMS Valiant en de Warspite het vuur op twee Italiaanse kruisers die op 3,5 kilometer afstand lagen. De schepen werden binnen vijf minuten vernietigd.
Hoewel de Vittorio Veneto ontsnapte aan de slag en terugkeerde naar Tarente, waren er veel lofbetuigingen voor Cunningham om de achtervolging tijdens de nacht door te zetten, ondanks adviezen van zijn staf. Na de eerdere nederlaag bij Tarente was de nederlaag bij Matapan een andere strategische tegenvaller voor de Italiaanse marine. Vijf schepen – drie zware kruisers en twee torpedojagers – werden tot zinken gebracht en 2.400 Italiaanse zeelieden verloren het leven, waren vermist of werden gevangengenomen. De Britten verloren maar drie vliegtuigbemanningsleden toen een torpedobommenwerper werd neergehaald. Cunningham behaalde een strategische overwinning in de Middellandse Zee. De nederlagen bij Tarente en Matapan betekenden dat de Italiaanse marine later in 1941 niet ingreep tijdens de evacuaties van Griekenland en Kreta. Het werd ook duidelijk dat voor de rest van de oorlog de Regia Marina het oostelijk deel van de Middellandse Zee overliet aan de geallieerde vloot en de haven voor de rest van de oorlog niet meer verliet.

### Slag om Kreta (mei 1941)
In de morgen van 20 mei 1941 lanceerde nazi-Duitsland Operatie Merkur, de invasie van Kreta door middel van luchtlandingstroepen. Ondanks zware verliezen viel het vliegveld bij Maleme op West-Kreta in Duitse handen en de Duitsers waren in staat zich te versterken en de geallieerden te overtreffen.
Na een week van hevige gevechten kwamen de Britse bevelhebbers overeen dat de situatie hopeloos was en eisten een terugtrekking vanuit Sfakia. Tijdens vier nachten werden 16.000 man per schip (waaronder de HMS Ajax) naar Egypte geëvacueerd. Enkele schepen zouden op een aparte missie troepen evacueren vanuit Heraklion, maar deze schepen werden door de Luftwaffe aangevallen. Zonder luchtsteun leden de schepen van Cunningham zware verliezen. Van de 22.000 man op Kreta werden er 16.500 gered ten koste van drie kruisers en zes torpedojagers. Vijftien andere oorlogsschepen raakten beschadigd.

### Allied Expeditionary Force (1943-1946)
Van eind 1942 tot begin 1943 diende Cunningham onder generaal Dwight D. Eisenhower, de Supreme Commander, Allied Expeditionary Force. In die rol voerde Cunningham het bevel over de vloot die de Britse-Amerikaanse landingen in Noord-Afrika (Operatie Toorts) dekte.
In februari 1943 keerde Cunningham terug naar zijn post als opperbevelhebber van de Mediterranean Fleet. Drie maanden later toen de asmogendheden in Noord-Afrika tot overgave waren gedwongen, wilde hij dat geen van hen kon ontsnappen. Hij overzag de zeestrijdkrachten die gebruikt werden bij de Brits-Amerikaanse amfibische invasies op Sicilië (Operatie Husky, Operatie Baytown en Operatie Avalanche). In de morgen van 11 september 1943 was Cunningham aanwezig tijdens de capitulatie van de Italiaanse vloot.
Op 21 oktober 1943 werd Cunningham na de dood van Dudley Pound de First Sea Lord van de Admiraliteit van Engeland en de Chief of the Naval Staff. Hij werd in zijn functie van opperbevelhebber van de Mediterranean Fleet opgevolgd door zijn naamgenoot John Cunningham. In zijn functie van First Sea Lord was Cunningham verantwoordelijk voor de strategie van de marine tijdens de rest van de oorlog. Hij was betrokken bij de Conferentie van Caïro, Conferentie van Teheran, Conferentie van Jalta en de Conferentie van Potsdam.

## Pensioen
In augustus 1945 ontving Cunningham peerage: Baron Cunningham of Hyndhope in the County of Selkirk. In januari 1946 werd hij benoemd tot burggraaf (Viscount) Cunningham of Hyndhope. Aan het einde van mei 1946 ging Cunningham met pensioen als First Sea Lord. Cunningham zat ook in het Hogerhuis. Hij was Lord High Commissioner to the General Assembly of the Church of Scotland in 1950 en 1952 en was in 1953 bij de kroning van Elizabeth II de Lord High Steward. Hij ontving veel onderscheidingen waaronder de Amerikaanse Army Distinguished Service Medal.
Cunningham stierf op 12 juni 1963 in Londen en werd begraven op zee bij Portsmouth.

## Militaire loopbaan
- Naval Cadet: 15 januari 1897[1]
- Midshipman: 15 juni 1898[1]
- Sub-Lieutenant: 7 januari 1902[1]
- Lieutenant: 31 maart 1904[1]
- Lieutenant-Commander: 31 maart 1912[1]
- Commander: 30 juni 1915[1]
- Captain: 31 december 1919[1]
- Rear Admiral: 24 september 1932[1]
- Vice Admiral: 22 juli 1936[1]
- Waarnemend Admiral: 1 juni 1939[1]
- Admiral: 3 januari 1941[1]
- Admiral of the Fleet: 21 januari 1943[1]

## Decoraties

### Britse decoraties
- Orde van Voorname Dienst met twee gespen
- Lid in de Orde van het Bad
- Ridder Commandeur in de Orde van het Bad
- Ridder Grootkruis in de Orde van het Bad op 4 maart 1941[1]
- Ridder in de Orde van de Distel op 1 januari 1945[1]
- Order of Merit op 13 juni 1946[1]

### Buitenlandse decoraties
- Oorlogskruis (België)
- Speciaal Grootlint in de Orde van de Wolk en het Vaandel (China) op 24 juni 1947[1]
- Commandeur in de Legioen van Eer (Frankrijk)
- Croix de guerre 1939-1945 (Frankrijk)[1]
- Médaille militaire (Frankrijk)[1]
- Medaille van Militaire Verdienste, 1ste Klas (Griekenland)
- Grootkruis van de Orde van George I (Griekenland) op 15 april 1947[1]
- Grootofficier van de Orde van Sharifian Alawaidis (Marokko)[1]
- Ridder Grootkruis van de Orde van de Nederlandse Leeuw (Nederland) op 13 februari 1947[1]
- Grootlint in de Orde van de Glorie (Tunesië)
- Grootofficier in het Legioen van Verdienste (Verenigde Staten) op 28 september 1943[1]
- Navy Distinguished Service Medal (Verenigde Staten) op 26 januari 1943[1]
- Army Distinguished Service Medal (Verenigde Staten)
- Europa-Afrika-Midden Oosten Campagne Medaille (Verenigde Staten)[1]
- 1939-1945 Star[1]
- Afrika Ster[1]
- Defence Medal 1939-1945[1]
- Italy Star[1]
- War Medal 1939-1945[1]